# Эффект Мейснера

Схема эффекта Мейснера. Показаны линии магнитного поля и их вытеснение из сверхпроводника, находящегося ниже своей критической температуры

Эффект Мейснера, эффект Мейсснера (от нем. Meißner) — полное вытеснение магнитного поля из объёма проводника при его переходе в сверхпроводящее состояние. Впервые явление наблюдалось в 1933 году немецкими физиками В. Мейснером и Р. Оксенфельдом.

## Физическое объяснение
При охлаждении сверхпроводника, находящегося во внешнем постоянном магнитном поле, в момент перехода в сверхпроводящее состояние магнитное поле полностью вытесняется из его объёма. Этим сверхпроводник качественно отличается от «обычного» материала с высокой проводимостью.
Отсутствие магнитного поля в объёме проводника позволяет заключить из общих законов магнитного поля, что в нём существует только поверхностный ток. Он физически реален и занимает некоторый тонкий слой вблизи поверхности. Например, в случае помещённого во внешнее поле шара (см. рис.) этот ток будет формироваться носителями заряда, движущимися в приповерхностном слое по кольцевым траекториям, лежащим в плоскостях, ортогональных плоскости рисунка и полю на бесконечности (радиус колец меняется от радиуса шара в середине до нуля вверху и внизу).   
Роль идеальной проводимости состоит в том, что появившийся поверхностный ток протекает бездиссипативно и неограниченно долго — при конечном сопротивлении среда не смогла бы реагировать на наложение поля таким способом. 
Магнитное поле возникшего тока компенсирует в толще сверхпроводника внешнее поле (уместна аналогия с экранированием электрического поля индуцированным на поверхности металла зарядом). В этом отношении сверхпроводник ведёт себя формально как идеальный диамагнетик. Однако он не является диамагнетиком, так как внутри него намагниченность равна нулю. Физически, об идеальном диамагнетике можно было бы говорить, если бы при локальной напряжённости магнитного поля {\displaystyle H\neq 0} оказывалось {\displaystyle B=0} за счёт равенства нулю проницаемости среды {\displaystyle \mu } — но в сверхпроводнике напряжённость {\displaystyle H=0} и все рассуждения о его свойствах как магнетика теряют смысл.
Природа эффекта Мейснера впервые была объяснена братьями Фрицем и Хайнцем Лондонами c помощью уравнения Лондонов. Они показали, что в сверхпроводнике поле проникает на фиксированную глубину от поверхности — лондоновскую глубину проникновения магнитного поля {\displaystyle \lambda }. Для металлов {\displaystyle \lambda \sim 10^{-2}} мкм.

## Сверхпроводники I и II рода
Чистые вещества, у которых наблюдается явление сверхпроводимости, немногочисленны. Чаще сверхпроводимость бывает у сплавов. У чистых веществ имеет место полный эффект Мейснера, а у сплавов не происходит полного выталкивания магнитного поля из объёма (частичный эффект Мейснера). Вещества, проявляющие полный эффект Мейснера, называются сверхпроводниками первого рода, а частичный — сверхпроводниками второго рода. Однако стоит отметить, что в низких магнитных полях полным эффектом Мейснера обладают все типы сверхпроводников.
У сверхпроводников второго рода в объёме имеются круговые токи, создающие магнитное поле, которое, однако, заполняет не весь объём, а распределено в нём в виде отдельных нитей вихрей Абрикосова. Что же касается сопротивления, оно равно нулю, как и в сверхпроводниках первого рода, хотя движение вихрей под действием текущего тока создаёт эффективное сопротивление в виде диссипативных потерь на передвижение магнитного потока внутри сверхпроводника, чего избегают вводом в структуру сверхпроводника дефектов — центров пиннинга, за которые вихри «цепляются».

## «Гроб Мухаммеда»
«Гроб Мухаммеда» — опыт, демонстрирующий эффект Мейснера в сверхпроводниках.

### Происхождение названия
По преданию, гроб с телом пророка Мухаммеда висел в пространстве без всякой поддержки, поэтому этот эксперимент называют «гроб Мухаммеда».

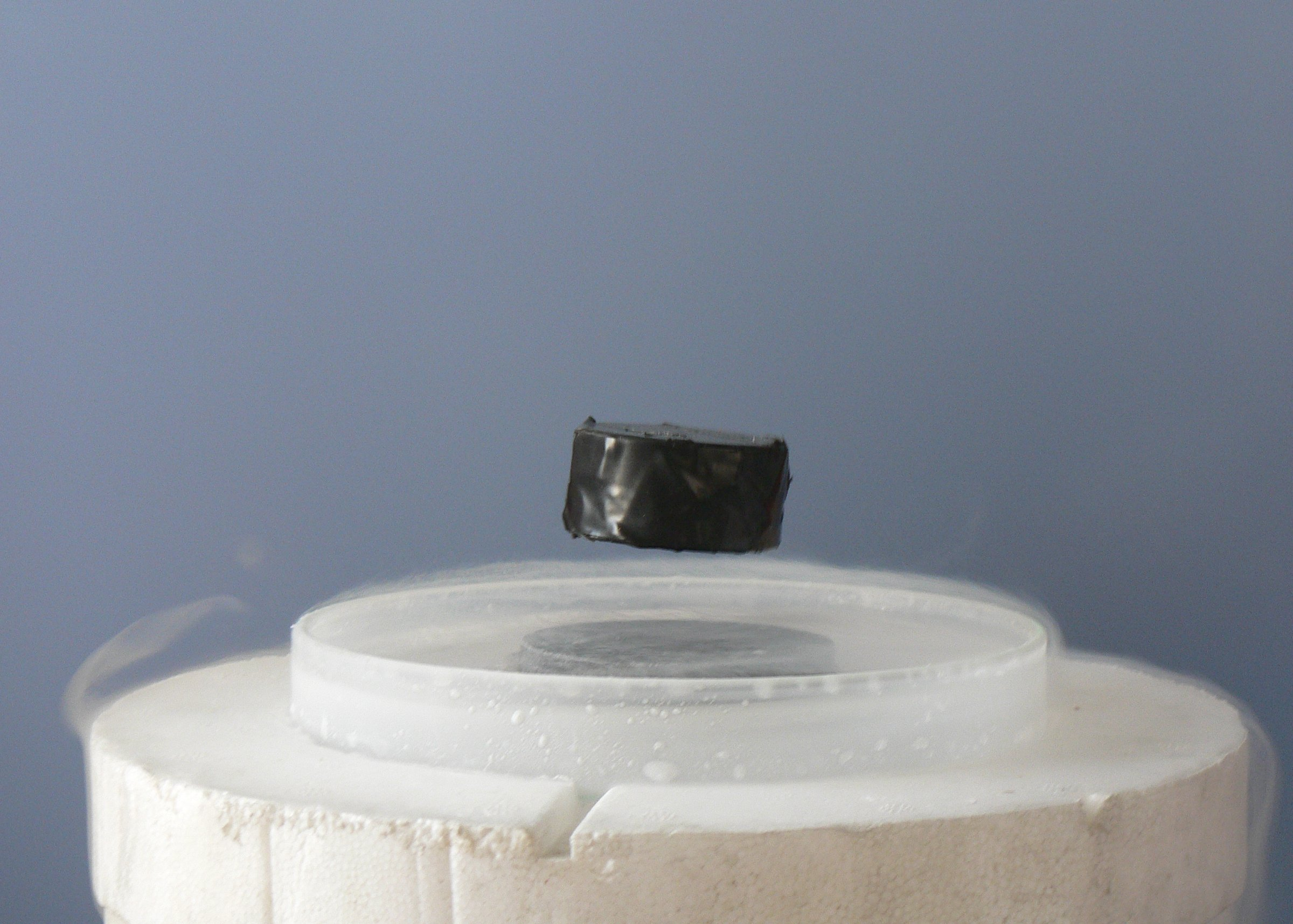
Магнит левитирует над сверхпроводником, охлаждённым жидким азотом

### Постановка опыта
Сверхпроводимость существует только при низких температурах (в ВТСП-керамиках — при температурах ниже 150 К), поэтому предварительно вещество охлаждают, например, при помощи жидкого азота. Далее магнит кладут на поверхность плоского сверхпроводника. Даже в полях, магнитная индукция которых составляет 0,001 Тл, заметно смещение магнита вверх на расстояние порядка сантиметра. При увеличении поля вплоть до критического магнит поднимается всё выше.

### Объяснение
Одним из свойств сверхпроводников является выталкивание магнитного поля из области сверхпроводящей фазы. Отталкиваясь от неподвижного сверхпроводника, магнит «всплывает» сам и продолжает «парить» до тех пор, пока внешние условия не выведут сверхпроводник из сверхпроводящей фазы. В результате этого эффекта магнит, приближающийся к сверхпроводнику, «видит» магнит одинаковой полярности и точно такого же размера, — что и вызывает левитацию.